# 飛來峰熏閣
飛來峰熏閣位於重慶市酉陽縣鍾多鎮和平路，文物遺址年代為明代，2009年12月15日列為第二批重慶市文物保護單位。